# Finał Grand Prix IAAF 1997
13. Finał Grand Prix IAAF – zawody lekkoatletyczne, które odbyły się 13 września 1997 roku w japońskiej Fukuoce.

## Rezultaty

### Mężczyźni
| Konkurencja           | Złoto                          | Złoto    | Srebro                           | Srebro   | Brąz                                  | Brąz       |
| --------------------- | ------------------------------ | -------- | -------------------------------- | -------- | ------------------------------------- | ---------- |
| 200 m                 | Frankie Fredericks · Namibia   | 19.81    | Obadele Thompson · Barbados      | 20.19    | Jon Drummond · Stany Zjednoczone      | 20.32      |
| 800 m                 | Wilson Kipketer · Dania        | 1:42.98  | Patrick Ndururi · Kenia          | 1:43.45  | David Kiptoo · Kenia                  | 1:44.09 SB |
| 1 mila                | Robert Andersen · Dania        | 4:04.53  | Hicham El Guerrouj · Maroko      | 4:04.55  | Vénuste Niyongabo · Burundi           | 4:04.95    |
| 5000 m                | Khalid Boulami · Maroko        | 13:09.40 | Tom Nyariki · Kenia              | 13:10.41 | Paul Koech · Kenia                    | 13:10.77   |
| 3000 m z przeszkodami | Joseph Keter · Kenia           | 8:21.75  | Moses Kiptanui · Kenia           | 8:21.87  | Bernard Barmasai · Kenia              | 8:22.48    |
| 110 m przez płotki    | Mark Crear · Stany Zjednoczone | 13.03 SB | Florian Schwarthoff · Niemcy     | 13.11 SB | Tony Jarrett · Wielka Brytania        | 13.14 SB   |
| 400 m przez płotki    | Samuel Matete · Zambia         | 48.01    | Stéphane Diagana · Francja       | 48.14    | Llewellyn Herbert · Południowa Afryka | 48.45      |
| Skok o tyczce         | Serhij Bubka · Ukraina         | 6.05 WL  | Maksim Tarasow · Rosja           | 6.00     | Tim Lobinger · Niemcy                 | 5.90       |
| Skok w dal            | Iván Pedroso · Kuba            | 8.53     | James Beckford · Jamajka         | 8.40     | Erick Walder · Stany Zjednoczone      | 8.40       |
| Rzut dyskiem          | Lars Riedel · Niemcy           | 67.98    | Adam Setliff · Stany Zjednoczone | 66.12    | John Godina · Stany Zjednoczone       | 65.56      |
| Rzut oszczepem        | Jan Železný · Czechy           | 89.58    | Boris Henry · Niemcy             | 86.76    | Patrik Bodén · Szwecja                | 86.52      |

### Kobiety
| Konkurencja        | Złoto                            | Złoto    | Srebro                     | Srebro   | Brąz                                 | Brąz     |
| ------------------ | -------------------------------- | -------- | -------------------------- | -------- | ------------------------------------ | -------- |
| 200 m              | Marion Jones · Stany Zjednoczone | 21.84    | Merlene Ottey · Jamajka    | 21.92 SB | Melinda Gainsford-Taylor · Australia | 22.43    |
| 800 m              | Ana Fidelia Quirot · Kuba        | 1:56.53  | Maria Mutola · Mozambik    | 1:56.93  | Letitia Vriesde · Surinam            | 1:59.73  |
| 1 mila             | Carla Sacramento · Portugalia    | 4:40.25  | Jackline Maranga · Kenia   | 4:40.44  | Julie Henner · Stany Zjednoczone     | 4:40.92  |
| 5000 m             | Sally Barsosio · Kenia           | 15:13.46 | Lydia Cheromei · Kenia     | 15:15.64 | Paula Radcliffe · Wielka Brytania    | 15:17.02 |
| 100 m przez płotki | Michelle Freeman · Jamajka       | 12.40w   | Ludmiła Engquist · Szwecja | 12.48w   | Dionne Rose · Jamajka                | 12.81w   |
| 400 m przez płotki | Kim Batten · Stany Zjednoczone   | 53.45    | Deon Hemmings · Jamajka    | 53.98    | Tetiana Tereszczuk · Ukraina         | 54.37    |
| Skok wzwyż         | Inha Babakowa · Ukraina          | 2.02 SB  | Julija Lachowa · Rosja     | 1.99 PB  | Monica Iagăr · Rumunia               | 1.96     |
| Trójskok           | Ashia Hansen · Wielka Brytania   | 15.15 CR | Šárka Kašpárková · Czechy  | 14.94    | Rodica Mateescu · Rumunia            | 14.59    |
| Pchnięcie kulą     | Astrid Kumbernuss · Niemcy       | 20.95    | Wita Pawłysz · Ukraina     | 20.59    | Irina Korżanienko · Rosja            | 19.06    |

## Klasyfikacja punktowa cyklu Grand Prix 1997

### Mężczyźni
| Pozycja | Zawodnik        | Punkty |
| ------- | --------------- | ------ |
| 1.      | Wilson Kipketer | 114    |
| 2.      | Lars Riedel     | 99     |
| 3.      | Mark Crear      | 95     |

### Kobiety
| Pozycja | Zawodniczka       | Punkty |
| ------- | ----------------- | ------ |
| 1.      | Astrid Kumbernuss | 99     |
| 2.      | Deon Hemmings     | 93     |
| 3.      | Kim Batten        | 91     |